# Sergio Tejera
Sergio Tejera Rodríguez (Barcelona, 28 de mayo de 1990) es un futbolista español que juega como centrocampista en el APOEL de Nicosia de la Primera División de Chipre. Su hermano mayor, Héctor Tejera, también es futbolista y juega como defensa.

## Trayectoria

#### Comienzos
Se formó en la academia del C. F. Damm antes de ser fichado por el R. C. D. Espanyol de la mano de Albert Vilarroya. En las filas del club perico estuvo 5 años, hasta que en un torneo en Tenerife donde participó con la selección de España sub-15 fue visto por el cazatalentos danés del Chelsea F. C. Frank Arnesen, siendo finalmente contratado el 20 de marzo de 2006 por una cifra de 140 000 euros, ganándole la partida a otros clubes como el Manchester United F. C., el Tottenham Hotspur F. C., el Real Madrid C. F. y el F. C. Barcelona.

#### R. C. D. Mallorca
El 2 de febrero de 2009 fue cedido en préstamo al R. C. D. Mallorca hasta el final de la temporada 2008-09, aunque durante esa 2.ª vuelta disputó los encuentros con el R. C. D. Mallorca "B". Al terminar la cesión, el club bermellón hizo válida la opción de compra contratándolo por 500 000 euros durante 4 temporadas, iniciando la temporada en el filial y acabándola en el primer equipo, con quien debutó en Primera División el 7 de noviembre de 2010 sustituyendo en el minuto 79 a Jonathan de Guzmán en la derrota frente al Real Zaragoza (3-2).

#### R. C. D. Espanyol
Tras otra temporada en el R. C. D. Mallorca, el R. C. D. Espanyol le fichó dentro de la operación de venta de Javi Márquez.. Su regreso fue interpretado como la vuelta de un hijo pródigo siendo recibido con cariño por parte de la hinchada perica, pero tras la destitución de Mauricio Pochettino perdió minutos de juego contando apenas para Javier Aguirre. La temporada siguiente, llegado el mercado invernal, ante la falta de oportunidades marchó como cedido al Deportivo Alavés. En Mendizorroza permaneció durante temporada y media (tras renovar la cesión en verano de 2014), siendo en la segunda vuelta de la temporada 2013-14 clave para obtener la salvación y apenas contando en su segunda temporada para el entrenador Alberto.

#### Tarragona y Oviedo
Sin sitio en el R. C. D. Espanyol optó por rescindir su contrato y marchar al recién ascendido C. Gimnàstic de Tarragona, donde pronto contó con la confianza de Vicente Moreno que le convirtió en un hombre clave del equipo rozando el ascenso a Primera División.
El 11 de junio de 2018 fichó por el Real Oviedo por dos temporadas.
En la temporada 2020-21, en su tercera temporada en el club ovetense, se convirtió en capitán.[cita requerida] Entre otras actuaciones destacadas siendo el eje del mediocampo carbayón, destacó la victoria en el derbi asturiano en el Carlos Tartiere 1-0, con gol de penalti a lo Panenka del propio Tejera.[cita requerida]
Durante tres temporadas jugaría en el equipo ovetense con el que disputó un total de 113 partidos en la categoría de plata del fútbol español, anotando nueve goles en ese tiempo de los cuales cuatro fueron en la última de ellas.

#### F. C. Cartagena
El 2 de julio de 2021 firmó como jugador del F. C. Cartagena. Después de temporada y media en la que disputó 44 partidos en la Segunda División, el 30 de diciembre de 2022 se desvinculó del club tras llegar a un acuerdo para la rescisión de su contrato.

### Etapa en el extranjero
Coincidiendo con el inicio del año 2023, optó por salir a jugar fuera de España y el 3 de enero se hizo oficial su fichaje por el Anorthosis Famagusta chipriota. En su primera temporada completa disputó 31 partidos y de cara a la campaña 2024-25 se unió al APOEL de Nicosia.

## Selección nacional
Tejera ha sido internacional con la selección de España sub-15 y sub-17. Con la sub-17 disputó la Copa Mundial de Fútbol Sub-17 de 2007 celebrada en Corea del Sur, logrando llegar hasta la final.

## Clubes
| Club                      | País   | Año       | Partidos | Goles |
| ------------------------- | ------ | --------- | -------- | ----- |
| R. C. D. Mallorca "B"     | España | 2009-2010 | 23       | 2     |
| R. C. D. Mallorca         | España | 2010-2012 | 36       | 0     |
| R. C. D. Espanyol         | España | 2012-2016 | 13       | 1     |
| Deportivo Alavés (Cedido) | España | 2013-2015 | 25       | 1     |
| C. Gimnástic de Tarragona | España | 2015-2018 | 101      | 7     |
| Real Oviedo               | España | 2018-2021 | 113      | 9     |
| F. C. Cartagena           | España | 2021-2022 | 45       | 0     |
| Anorthosis Famagusta      | Chipre | 2023-2024 | 48       | 3     |
| APOEL de Nicosia          | Chipre | 2024-     | 45       | 1     |

## Palmarés

### Títulos nacionales
| Título              | Club             | País   | Año  |
| ------------------- | ---------------- | ------ | ---- |
| Supercopa de Chipre | APOEL de Nicosia | Chipre | 2024 |